# Aglossa
Aglossa is een geslacht van vlinders uit de familie van de snuitmotten (Pyralidae) en de onderfamilie Pyralinae.

## Soorten
- A. acallalis Dyar, 1908
- A. aenigmatalis Caradja, 1927
- A. aglossalis (Ragonot, 1892)
- A. approximalis Hampson, 1906
- A. arcuatalis Zerny, 1914
- A. asiatica Erschoff, 1872
- A. atlassica Schmidt, 1934
- A. aurocupralis (Ragonot, 1891)
- A. baba Dyar, 1914
- A. brabanti Ragonot, 1884
- A. cacamica Dyar, 1914
- A. caprealis Hübner, 1809 - bliksemlichtmot
- A. capsalis Chrétien, 1911
- A. costiferalis Walker, 1866
- A. cuprina Zeller, 1872
- A. dimidiatus (Haworth, 1809)
- A. disciferalis Dyar, 1908
- A. electalis Hulst, 1886
- A. exsucealis Lederer, 1863
- A. ferrealis Hampson, 1906
- A. formosa Butler, 1875
- A. fumifusalis Hampson, 1916
- A. furva Heinrich, 1931
- A. gigantalis Barnes & Benjamin, 1925
- A. gracilis Rebel, 1914
- A. humberti (Viette, 1973)

- A. ifniensis Schmidt, 1934
- A. ignalis Guenée, 1854
- A. inconspicua Butler, 1875
- A. incultalis Zeller, 1852
- A. infuscalis Hampson, 1906
- A. maceralis Chrétien, 1891
- A. mineti Leraut, 2006
- A. obliteralis Turati, 1930
- A. ocellalis Lederer, 1863
- A. oculalis Hampson, 1906
- A. ommatalis Hampson, 1906
- A. phaealis Hampson, 1906
- A. pinguinalis Linnaeus, 1758 - vetmot
- A. pulverealis Hampson, 1900
- A. rabatalis (Joannis, 1923)
- A. rhodalis Hampson, 1906
- A. rubralis Hampson, 1900
- A. signicostalis Staudinger, 1871
- A. simplicialis Christoph, 1893
- A. steralis Felder & Rogenhofer, 1875
- A. subpurpuralis Chrétien, 1915
- A. suppunctalis de Joannis, 1927
- A. tanya Corbet & Tams, 1943
- A. tenebrosalis Rothschild, 1915
- A. thermochroa Hampson, 1916
- A. tinealis Leraut, 2007
- A. viettei Leraut, 2006